# Neodasys
Neodasys is een geslacht van buikharigen uit de familie van de Neodasyidae. De wetenschappelijke naam van het geslacht soort werd voor het eerst geldig gepubliceerd in 1927 door Remane.

## Soorten
- Neodasys chaetonotoideus Remane, 1927
- Neodasys cirritus Evans, 1992
- Neodasys uchidai Remane, 1961

### Synoniem
- Neodasys ciritus Evans, 1992 => Neodasys cirritus Evans, 1992